# 西北梅克伦堡县
西北梅克伦堡县（德語：Landkreis Nordwestmecklenburg）是德国梅克伦堡-前波美拉尼亚州西北部的一个县，首府维斯马。

## 地理
西北梅克伦堡县位于波罗的海沿岸，东面与羅斯托克郡，南面与路德维希斯卢斯特-帕尔希姆县，西面与石勒苏益格-荷尔斯泰因州的劳恩堡县和吕贝克市相邻，维斯马市位于该县的北部。